# 伯纳德·赖特森
伯纳德·赖特森（英語：Bernard Wrightson，1944年6月25日—），美国男子跳水运动员。他曾代表美国参加1968年夏季奥林匹克运动会跳水比赛，获得男子3米跳板金牌。他也曾参加1967年泛美运动会。